# Paradombeya
Paradombeya  es un género de fanerógamas con cinco especies perteneciente a la familia Malvaceae. 

## Especies
- Paradombeya burmanica
- Paradombeya multiflora
- Paradombeya rehderiana
- Paradombeya szechuenica
- Paradombeya sinensis